# Аделгунда Баварска (1870–1958)
Вижте пояснителната страница за други личности с името Аделгунда Баварска.
Аделгунда Мария Августа Тереза Баварска (на немски: Adelgunde Marie Auguste Therese Prinzessin von Bayern; * 17 октомври 1870, Мюнхен или във вила Амзее при Линдау, Кралство Бавария; † 4 януари 1958, Зигмаринген, Баден-Вюртемберг) от род Вителсбах, е принцеса от Бавария и чрез женитба принцеса на Хоенцолерн-Зигмаринген (20 януари 1915 – 22 октомври 1927). 

## Живот
Тя е най-голямата дъщеря, второто дете, на крал Лудвиг III Баварски (1845 – 1921), последният крал на Бавария от (1913 – 1918), и съпругата му ерцхерцогиня Мария Тереза Австрийска-Есте, принцеса на Модена (1849 – 1919), дъщеря на ерцхерцог Фердинанд Карл Австрийски-Есте, принц на Модена (1821 – 1849), и ерцхерцогиня Елизабет Франциска Мария Австрийска (1831 – 1903).
Аделгунда Баварска се омъжва на 20 януари 1915 г. в Мюнхен за княз Вилхелм фон Хоенцолерн (* 7 март 1864, дворец Бенрат; † 22 октомври 1927, Зигмаринген), княз на Хоенцолерн (1905 – 1918), син на княз Леополд фон Хоенцолерн-Зигмаринген (1835 – 1905) и инфанта Антония Мария Португалска (1845 –1913), дъщеря на кралица Мария II от Португалия (1819 – 1853) и принц Фердинанд II фон Саксония-Кобург-Заалфелд (1816 – 1885). Тя е втората му съпруга. Бракът е бездетен.
Баща ѝ Лудвиг III e свален на 7 април 1918 г. и се създава Свободна държава Бавария. Кралската фамилия бяга в дворец Вилденварт. Лудвиг III живее до 1921 г. в унгарски екзил.
Аделгунда Баварска се интересува от ботаника, литература и музика и поема множество социални задачи. След смъртта на нейния съпруг княз Вилхелм фон Хоенцолерн († 1927) тя живее в двореца на принца в Зигмаринген.
Тя умира на 4 януари 1958 г. на 87 години в Зигмаринген и е погребана там.